# Parque Nacional de Saint-Hilaire/Lange
O Parque Nacional de Saint-Hilaire/Lange ('Sænt Hi'lare) está localizado no litoral do estado do Paraná e abrange os municípios de Matinhos, Guaratuba, Morretes e Paranaguá. Ocupa um trecho da Serra do Mar, conhecido como Serra da Prata e possui área de 25 119,14 ha.
Foi criado em 23 de maio de 2001, pela Lei Federal 10.227, tendo sido  o primeiro Parque Nacional brasileiro criado por iniciativa do Congresso Nacional. Seu nome é uma homenagem ao naturalista francês Auguste de Saint-Hilaire e ao biólogo e ambientalista paranaense Roberto Ribas Lange. O objetivo do Parque é proteger e conservar ecossistemas de Mata Atlântica existentes na área e assegurar a estabilidade ambiental dos balneários sob sua influência, bem como a qualidade de vida das populações litorâneas. 
É administrado pelo Instituto Chico Mendes de Conservação da Biodiversidade (ICMBio). A vegetação é representada pela Mata Atlântica, em suas diferentes fisionomias: Floresta Ombrófila Submontana, Floresta Ombrófila Densa Montana e Floresta Ombrófila Densa Altomontana, além dos Refúgios Vegetacionais (Campos de Altitude) e da vegetação secundária encontrada principalmente em regiões de baixa altitude onde as alterações promovidas pelas atividades humanas foram mais frequentes. São encontradas diversas espécies ameaçadas de extinção em âmbito nacional e estadual: Palmito Jussara (Euterpe edulis), Canela-preta (Ocotea catharinensis), Canela-sassafrás (Ocotea odorifera), Imbuia (Ocotea porosa) e Bananeira-do-mato (Heliconia farinosa); além de seis espécies que constam exclusivamente na lista estadual de espécies ameaçadas.
Possui uma fauna típica da Mata Atlântica da Serra do Mar do sul do Brasil, composta principalmente por espécies de pequeno e médio porte, adaptadas ao ambiente fechado da floresta. São encontradas várias espécies ameaçadas de extinção, tais como jaguatirica (Leopardus pardalis), onça pintada (Panthera onca), suçuarana (Puma concolor), jacutinga (Aburria jacutinga), papagaio-da-cara-roxa (Amazona brasiliensis), maria catarinense (Hemitriccus kaempferi), maria-da-restinga (Phylloscartes kronei) e outras que se encontram em perigo tanto em nível nacional como estadual.
Este Parque Nacional possui um Conselho Consultivo, criado em 2008 e formado por representantes dos quatro municípios abrangidos pela Unidade, além de organizações não governamentais e órgãos governamentais estaduais e federais com atuação na região.
O Plano de Manejo do Parque está em fase de elaboração.